# Корецький Леонід Михайлович
Леонід Михайлович Корецький (1897—1980) — український радянський організатор кіновиробництва. Заслужений працівник культури УРСР. 

## Біографічні відомості
Л. М. Корецький народився 17 грудня 1897 року у Катеринославі в родині службовців.  
Навчався у Харківському інституті народного господарства (1917—1919 рр.). 
Працював директором картини на Центральній об'єднаній студії (1942—1944 рр.), Київській кіностудії художніх фільмів ім. О. П. Довженка (1944—1967 рр.).
Був членом Спілки кінематографістів УРСР.
Помер 10 листопада 1980 року в Києві. 

## Нагороди
- Почесна Грамота Президії Верховної Ради УРСР.
- Звання "Заслужений працівник культури УРСР"

## Фільмографія
Брав участь у створенні фільмів: 
- «Зигмунд Колосовський» (1945)
- «Подвиг розвідника» (1947)
- «Третій удар» (1948)
- «У мирні дні» (1950)
- «Тарас Шевченко» (1951)
- «Максимко» (1952)
- «Мартин Боруля» (1953)
- «Команда з нашої вулиці» (1953)
- «Тривожна молодість» (1954)
- «300 років тому…» (1956)
- «Мальва» (1956)
- «Правда» (1957)
- «Далеко від Батьківщини» (1960)
- «Літа молодії» (1958)
- «Повість наших днів» (1959)
- «Їхали ми, їхали...» (1963)
- «Наймичка» (1964)
- «Два роки над прірвою» (1966)
- «Театр і поклонники» (1967)
- «Помилка Оноре де Бальзака» (1968)
- «Родина Коцюбинських» (1970)
- «Анна і Командор» (1974)
- «Небо—земля—небо» (1976)
- «Бірюк» (1977, у співавт.)
- «Блакитні блискавки» (1978)
- «Снігове весілля» (1980) та ін.